# Marie Adelaide Belloc Lowndes

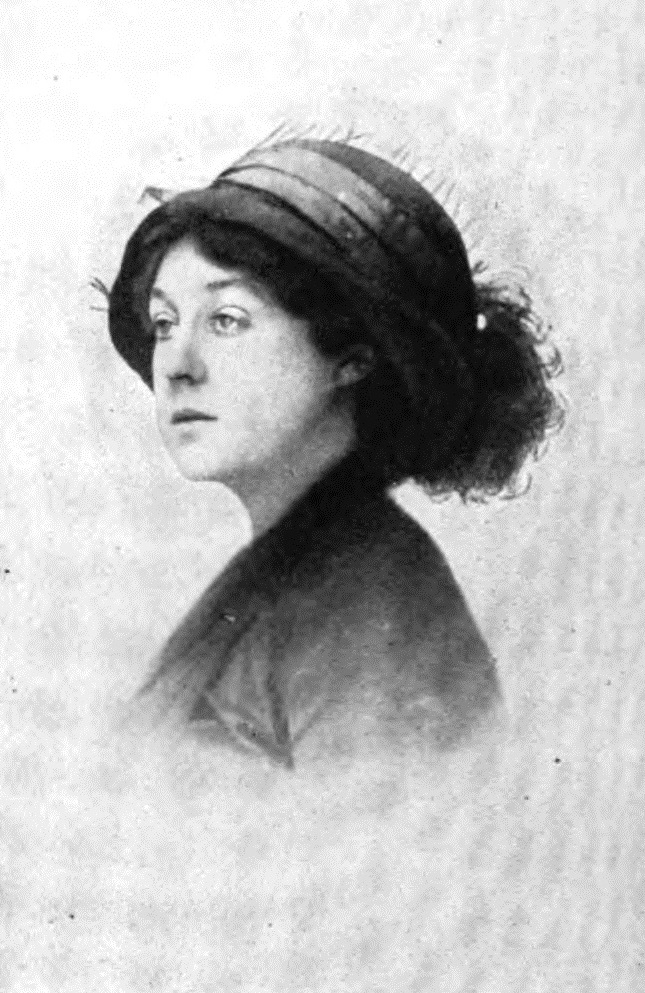
Marie Adelaide Belloc Lowndes

Marie Adelaide Elizabeth Rayner Lowndes, geborene Belloc (* 5. August 1868 in Marylebone, London, Vereinigtes Königreich; † 14. November 1947 in Eversley Cross, Hampshire, Vereinigtes Königreich) war eine englische Romanschriftstellerin und Drehbuchautorin.
Belloc Lowndes schrieb von 1898 bis zu ihrem Tod im Jahresrhythmus Bücher, in denen sie aufregende Vorfälle mit psychologischen Themen kombinierte. Ihr Roman The Lodger aus dem Jahr 1913 wurde mehrfach verfilmt und als Oper und Hörspiel adaptiert. Ihre Romane Letty Lynton (1931) und The Story of Ivy (1927) wurden ebenfalls verfilmt.

## Leben
Belloc wuchs in La Celle-Saint-Cloud, Frankreich auf. Sie war die einzige Tochter des französischen Barrister Louis Belloc (1868–1940) und der englischen Feministin Elisabeth „Bessie“ Rayner Parkes (1829–1925). Bellocs Großvater väterlicherseits war der französische Maler Jean-Hilaire Belloc. Ihr Urgroßvater mütterlicherseits war der Theologe und Philosoph Joseph Priestley. Nach dem Tode ihres Vaters kehrte die Familie nach England zurück. Belloc weilte jedoch oft in Frankreich.
Ihr jüngerer Bruder Hilaire Belloc war ebenfalls Schriftsteller. Ihm widmete sie ihr letztes Werk The Young Hilaire Belloc, das 1956 posthum veröffentlicht wurde.
Am 9. Januar 1896 heiratete sie den The-Times-Journalisten Frederick Sawrey A. Lowndes (1868–1940). Sie hatten drei Kinder, zwei Töchter und einen Sohn, Elizabeth, Charles und Susan.

## Karriere
Sie veröffentlichte 1898 eine Biografie, H.R.H. The Prince of Wales: An Account of His Career. Es folgten Romane, Memoiren und Schauspiele; eins pro Jahr bis 1946. Sie produzierte über vierzig Romane – meist Mystery, wohldurchdacht und gelegentlich mit Bezug zu tatsächlichen Geschehnissen, wenngleich sie es übelnahm, wenn sie als Krimiautorin bezeichnet wurde.
Ihre Mutter Bessie Parkes starb 1925. In den Memoiren I, too, Have Lived in Arcadia (veröffentlicht 1924) erzählte Marie Belloc Lowndes die Lebensgeschichte ihrer Mutter. Dafür verwendete sie alte Familienbriefe und eigene Erinnerungen aus ihrer Kindheit in Frankreich. Eine zweite Autobiografie Where love and friendship dwelt erschien posthum 1948.
Ernest Hemingway pries ihre Kenntnis der weiblichen Psychologie, die vor allem dann sichtbar wurde, wenn einfache Geister nicht mit den Auswirkungen von Außergewöhnlichem zurechtkamen.

## Tod
Belloc starb am 14. November 1947 im Hause ihrer älteren Tochter Elizabeth Countess Iddesleigh (Frau des dritten Earl of Iddesleigh) in Eversley Cross, Hampshire. Sie wurde in Frankreich in La Celle-Saint-Cloud bei Versailles beigesetzt. Dort hatte Belloc ihre Jugend verbracht.

## Adaptationen
Film
Bellocs erfolgreichster Roman The Lodger, auf Grundlage der Jack-the-Ripper-Morde von 1888, wurde mehrfach verfilmt:
- Alfred Hitchcocks Stummfilm Der Mieter (1927), englisch The Lodger: A Story of the London Fog
- Maurice Elveys The Lodger (1932)
- John Brahms Scotland Yard greift ein (1944), Originaltitel The Lodger
- Hugo Fregoneses Der unheimliche Untermieter (1953), Originaltitel Man in the Attic
- David Ondaatjes The Lodges (2009)

Weitere Verfilmungen:
- Bellocs Roman Letty Lynton (1931) war Grundlage für den Spielfilm Letty Lynton (1932) mit Joan Crawford.
- Ihr Roman The Story of Ivy (1927) wurde für den Film Ivy (1947) mit Joan Fontaine adaptiert.

Oper
- The Lodger ist eine Oper von Phyllis Tate aus dem Jahr 1960 auf Grundlage ihres Romans The Lodger.

Radio
- Alfred Hitchcock war auch an der Radioadaption ihres 1913er Romans The Lodger beteiligt. Bei der CBS diente der Roman 1940 als Grundlage für die erste Episode der Radio-Hörspielserie Suspense.

## Werke
Romane
- H.R.H. The Prince of Wales: an account of his career. New York / London (1898 als Anon, rev. 1901 als His Most Gracious Majesty King Edward VII.)
- The philosophy of the Marquise. (1899)
- T.R.H. The Prince and Princess of Wales. (1902, als Anon.)
- The Heart of Penelope. (1904, New York 1915)
- Barbara Rebell. (1905, New York 1907)
- The Pulse of Life: a story of a passing world. (1908, New York 1909)
- Studies in Wives. (1909, New York 1910)
- The Uttermost Farthing. (1908, New York 1910)
- According to Meredith. (1909)
- Studies in Wives. Short Stories. (1909)
- When No Man Pursueth: an everyday story. (1910, New York 1911)
- Jane Oglander. (1911, New York 1911)
- Mary Pechell. (1912, New York 1912)
- The Chink in the Armour. (1912, New York 1912, London 1935 als The house of peril.)
- The End of Her Honeymoon (New York 1913, London 1914)
- Studies in Love and Terror. (1913, New York 1913)
- The Lodger. (1913, New York 1913) verfilmt 1927 von Alfred Hitchcock mit Ivor Novello.
- Noted Murder Mysteries. (1914 als 'Philip Curtin')
- Told in Gallant Deeds: A Child’s History of the War. (1914)
- Good Old Anna. (1915, New York 1916)
- Price of Admiralty. (1915)
- The Red Cross Barge. (1916, New York 1918)
- Lilla: A Part of Her Life. (1916, New York 1917)
- Love and hatred. (1917, New York 1917)
- Out of the War. (1918, 1934 als The gentleman anonymous)
- The Lonely House. (1920, New York 1920)
- From the Vast Deep. (1920, New York 1921 als From out the vasty deep)
- What Timmy Did. (1921, New York 1922)
- Why They Married. (1922)
- The Philanderer. (1923)
- The Terriford Mystery. (1924, Garden City NY 1924)
- Some Men and Women. (1925, Garden City NY 1928)
- Afterwards. (1925)
- Bread of Deceit. (1925, Garden City NY 1928 als Afterwards.)
- What Really Happened. (1926, Garden City NY 1926, London 1932 als Schauspiel)
- Thou Shalt Not Kill. (1927)
- The Story of Ivy. (1927, Garden City NY 1928)
- Cressida: no mystery. (1928, New York 1930)
- Duchess Laura: certain days of her life. (1929, New York 1933 als The duchess Intervenes.)
- One of Those Ways. (1929)
- Love’s Revenge. (1929)
- The Key: A Love Drama in Three Acts. (1930)
- With All John’s Love: A Play in Three Acts. (1930)
- Letty Lynton. (1931, New York 1931) verfilmt 1932 von MGM mit Joan Crawford.
- Vanderlyn’s Adventure (New York 1931, London 1937 als The house by the sea.)
- Why Be Lonely? A Comedy in Three Acts. (1931 mit F. S. A. Lowndes)
- Jenny Newstead. (1932 New York 1932)
- Love is a Flame. (1932)
- The Reason Why. (1932)
- Dutchess Laura: further days of her life. (New York 1933)
- Another Man’s Wife. (1934, New York 1934)
- The Chianti Flask. (New York 1934, London 1935)
- Who Rides on a Tiger. (New York 1935, London 1936)
- The Second Key. (New York 1936, London 1939 als The injured lover.)
- And Call it Accident (New York 1936, London 1939 als And call it an accident.)
- The House by the Sea. (1937)
- The Marriage Broker. (1937, New York 1937 als The fortune of Bridget Malone.)
- Motive. (1938)
- Empress Eugenie: a three-act play. (New York 1938)
- Motive. (1938, New York 1938 als Why it happened.)
- Reckless Angel. (New York 1939)
- Lizzie Borden: A Study in Conjecture. (New York: Longmans, Green and Co., 1939, London 1940)
- The Christine Diamond. (New York & London 1940)
- Before the Storm. (New York 1941)
- I, too, have lived in Arcadia: a record of Love and Childhood. (1941, New York 1942)
- What of the Night? (New York 1943)
- Where Love and Friendship Dwelt. (1943, New York 1943)
- The Labours of Hercules. (1943)
- The Merry Wives of Westminster. (1946)
- A passing world. (1948)
- She Dwelt with Beauty. (postum, 1949)
- The Young Hilaire Belloc. (New York 1956)

Artikel
- Jules Vernes at home. In: The Strand Magazine. Band IX, Jan–Jun, Nr. XXXIX. London 1895, S. 206–213 (englisch, Textarchiv – Internet Archive).